# Meiental

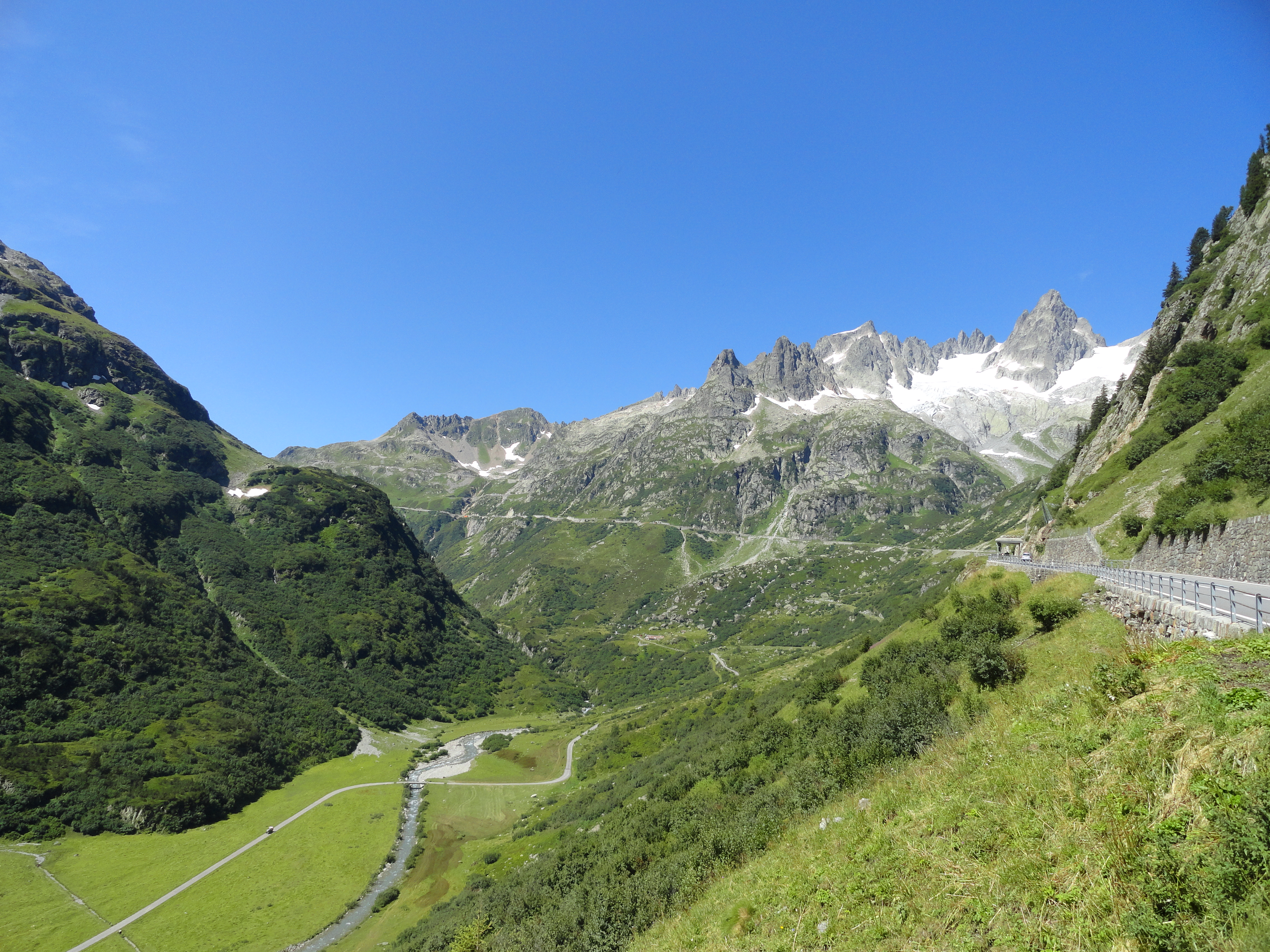
Richtung Sustenpass

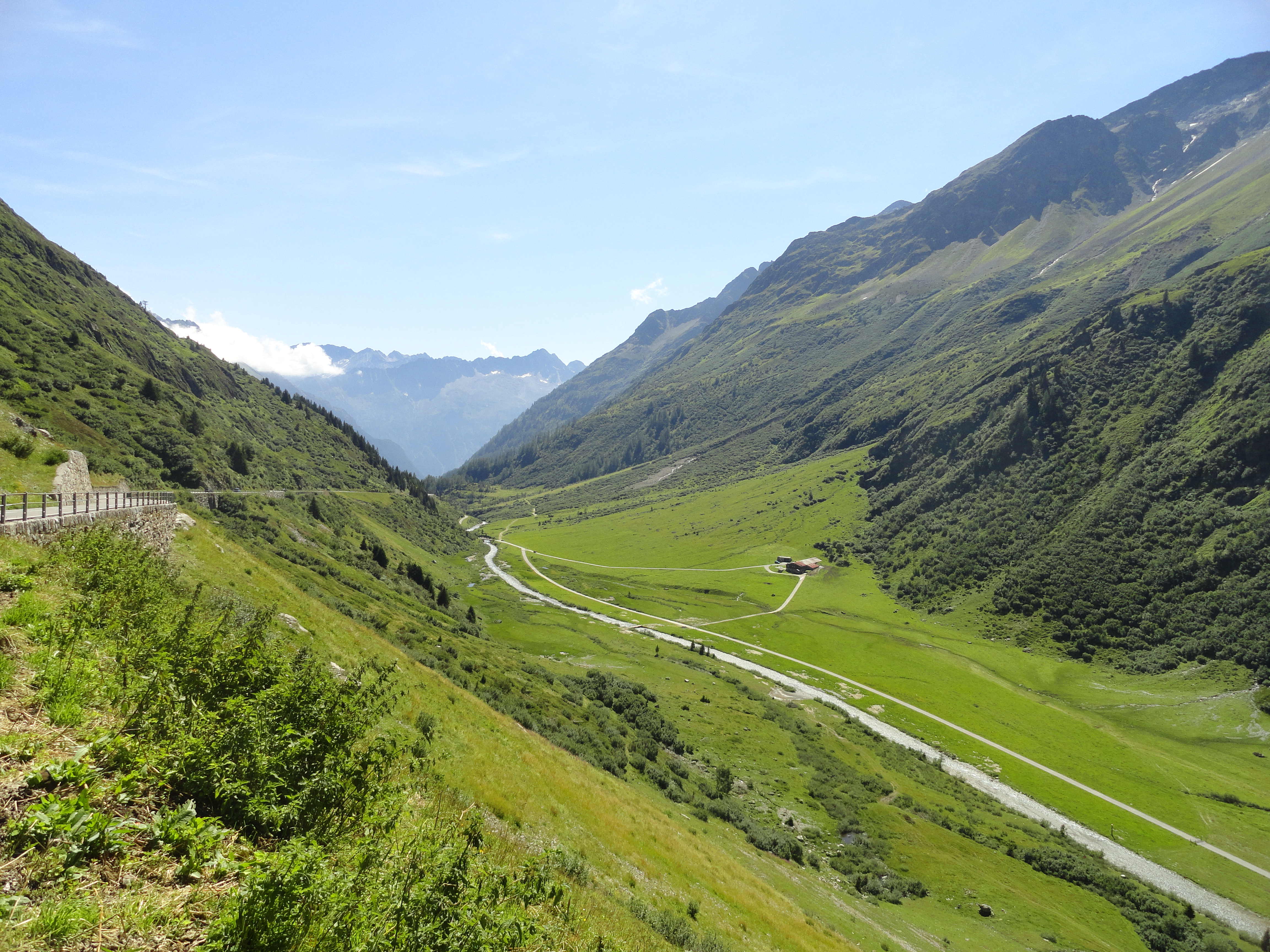
Richtung Wassen

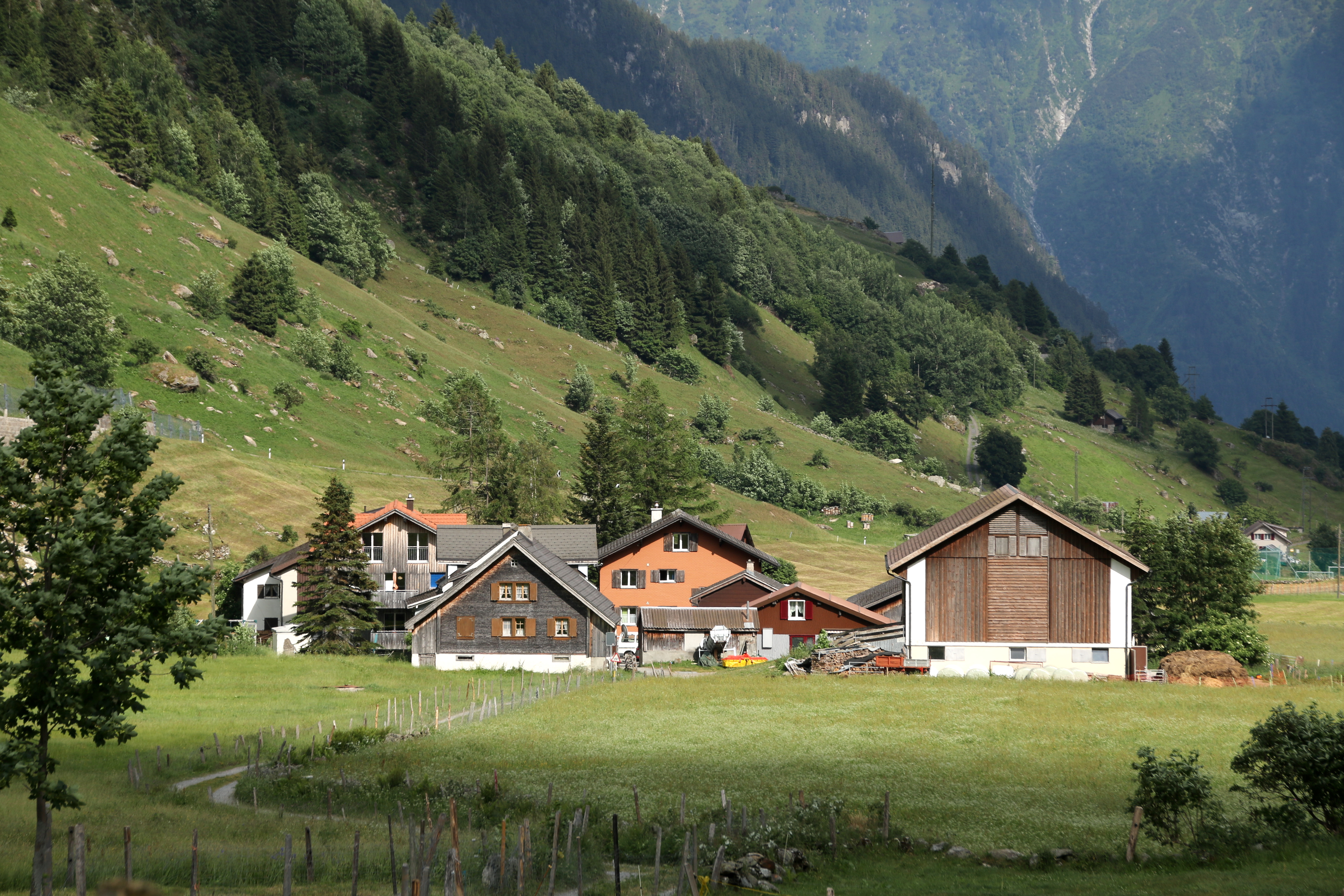
Fürlauwi im Meiental (2018)

Das Meiental ist ein Seitental des oberen Reusstals in der Gemeinde Wassen im Schweizer Kanton Uri.

## Beschreibung
Durch das von der Meienreuss durchflossene Tal führt eine gut ausgebaute zweispurige Strasse von Wassen im Osten zum Sustenpass im Westen.
Zentrum des wildromantischen Meientals ist der Weiler Kapelle auf 1313 m ü. M. Weitere, ebenso ganzjährig bewohnte Weiler sind Husen, Dörfli, Eisten, Aderbogen, Fürlauwi und Färnigen. Sie sind per Rufbus mit Wassen verbunden, wo Anschluss an den öffentlichen Verkehr besteht.
Die Abwanderung ist das Hauptproblem des Meientals. Zurzeit leben dort noch gut 50 Personen. Die Dorfschule wurde im Jahr 2002 durch Landratsbeschluss des Kantons Uri nach über hundertjährigem Bestehen definitiv geschlossen.

## Tourismus
Zahlreiche Wanderwege und Mountainbike-Routen führen durch das Tal oder in die umliegenden Berge. Im Winter ist das Meiental Skitourengebiet. Nebst einem ganzjährig offenen Gästehaus und einem Restaurant gibt es ein über die Sommermonate geöffnetes Hotel sowie zwei SAC-Hütten, die Sustlihütte (2257 m ü. M.) und die Sewenhütte (2148 m ü. M.).